# Camerino
Camerino (v místním dialektu Cammerinu, Cammerì nebo Cammirì) je starobylé univerzitní město ve střední Itálii, v provincii Macerata v regionu Marche. K 31. 12. 2015 bylo ve městě registrováno 6974 obyvatel.

## Geografie a podnebí
Město Camerino leží v Apeninách mezi údolími řek Potenza a Chienti, v hornaté západní části regionu Marche, pouhých asi 15 km vzdušnou čarou od východních hranic sousedního regionu Umbrie. Výška hor v nejbližším okolí Camerina se pohybuje v rozpětí od 800 m n. m. do 1500 m n. m. Na sever od města je nejvyšším vrcholem Monte San Vicino (1480 m n. m.) směrem na jih se zvedá horský masív Monti Sibillini, kterému dominuje Monte Vettore (2476 m n. m.).
Ve městě se nachází meteorologická stanice (Stazione meteorologica di Camerino), jejíž měřící zařízení je v nadmořské výšce 664 metrů. Z dlouhodobých měření z let 1961 - 1990 vyplynulo, že nejchladnějším měsícem v roce je v této lokalitě leden s průměrnou teplotou +2,1 °C, nejteplejšími měsíci pak červenec a srpen, kdy průměrná denní teplota dosahovala +21,8 °C, přičemž teplotní maxima v tomto období neklesla pod +27 °C.

## Místní části
Pod správu města (Comune di Camerino) spadají následující místní části a lokality: Agnano, Arcofiato, Arnano, Campolarzo, Canepina, Capolapiaggia, Casale, Caselle, Cignano, Colle Altino, Costa San Severo, Letegge, Leteggiole, Mecciano, Merganano Sant'Angelo, Mergnano San Pietro, Mergnano San Savino, Mistrano, Morro, Paganico, Palentuccio, Paterno, Perito, Pian d'Aiello, Pianpalente, Piegusciano, Polverina, Pontelatrave, Ponti, Pozzuolo, Rocca d'Aiello, Sabbieta Alta, San Luca, San Marcello, Santa Lucia, Sant'Erasmo, Sellano, Sentino, Selvazzano, Sfercia, Statte, Strada, Torrone, Tuseggia, Valdiea, Valle San Martino, Valle Vegenana, Varano.

## Historie

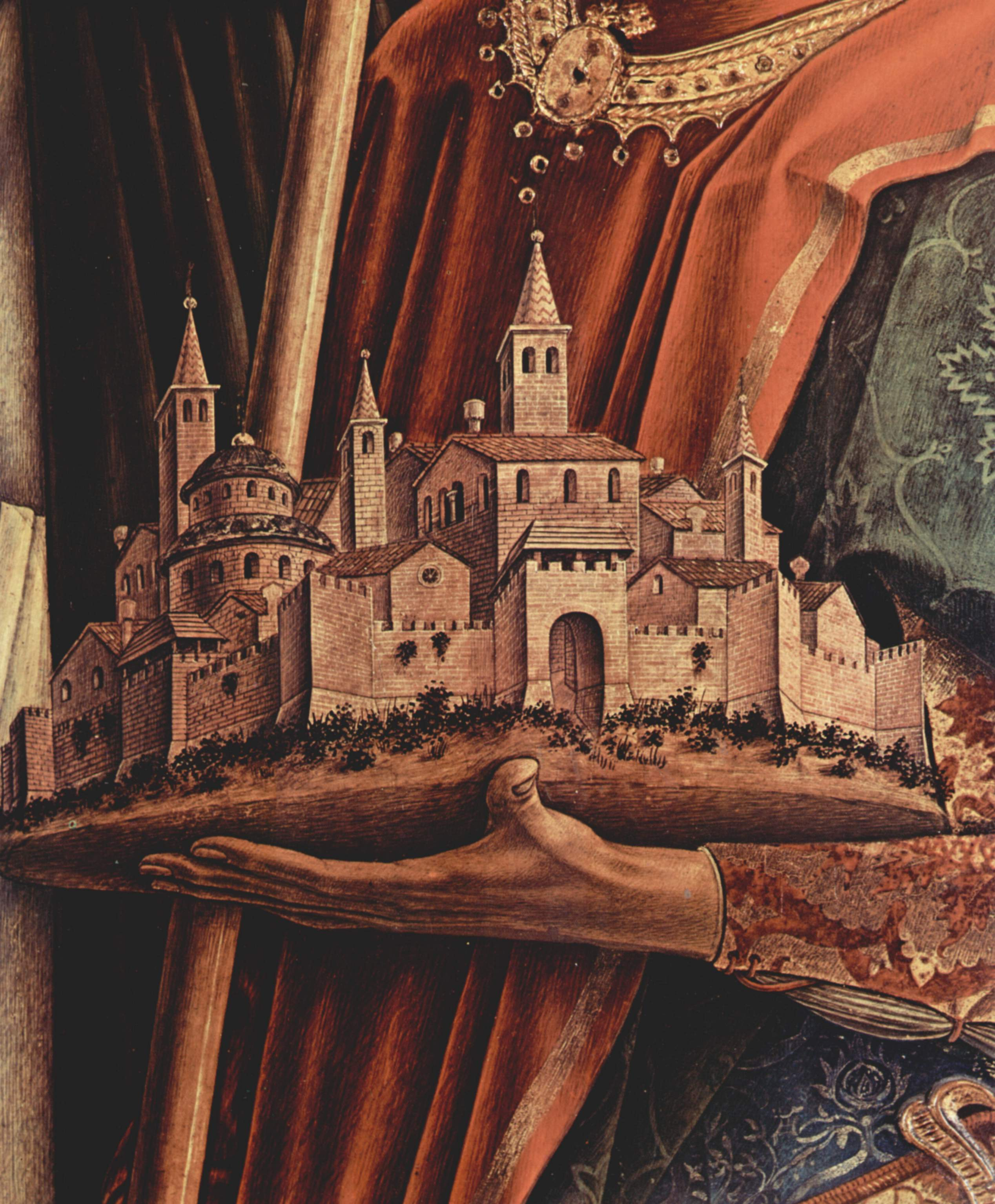
Camerino v 15. století - detail oltářního triptychu z roku 1482

První zmínka o Camerinu (v latinské podobě Camerinum) je v dohodě Aequum Foedus s Římem z roku 309 př. n. l. V historických záznamech z této doby je též informace o bitvě u Camerina, která se odehrála v roce 295 př. n. l. ve východní oblasti Apenin během tzv. Třetí samnitské války, v níž byli Římané poraženi spojenými samnitskými, etruskými a galskými vojsky.
Význam Camerina stoupl v raném středověku, kdy se město s přilehlým územím vyčlenilo ze Spoletského vévodství a získalo statut samostatného markrabství a později vévodství. V 11. století v Camerinu vládl Bonifác Toskánský (Bonifác III., markrabě Toskánský) a posléze jeho dcera Matylda věnovala zdejší vévodství římským papežům (Papežskému státu). V roce 1256 bylo město vypleněno a zpustošeno sicilským králem Manfredem.
V roce 1336 byla ve městě založena univerzita, na níž se vyučovalo právo, lékařství a literatura. V roce 1377 papež Řehoř XI. prohlásil Camerino univerzitním městem.

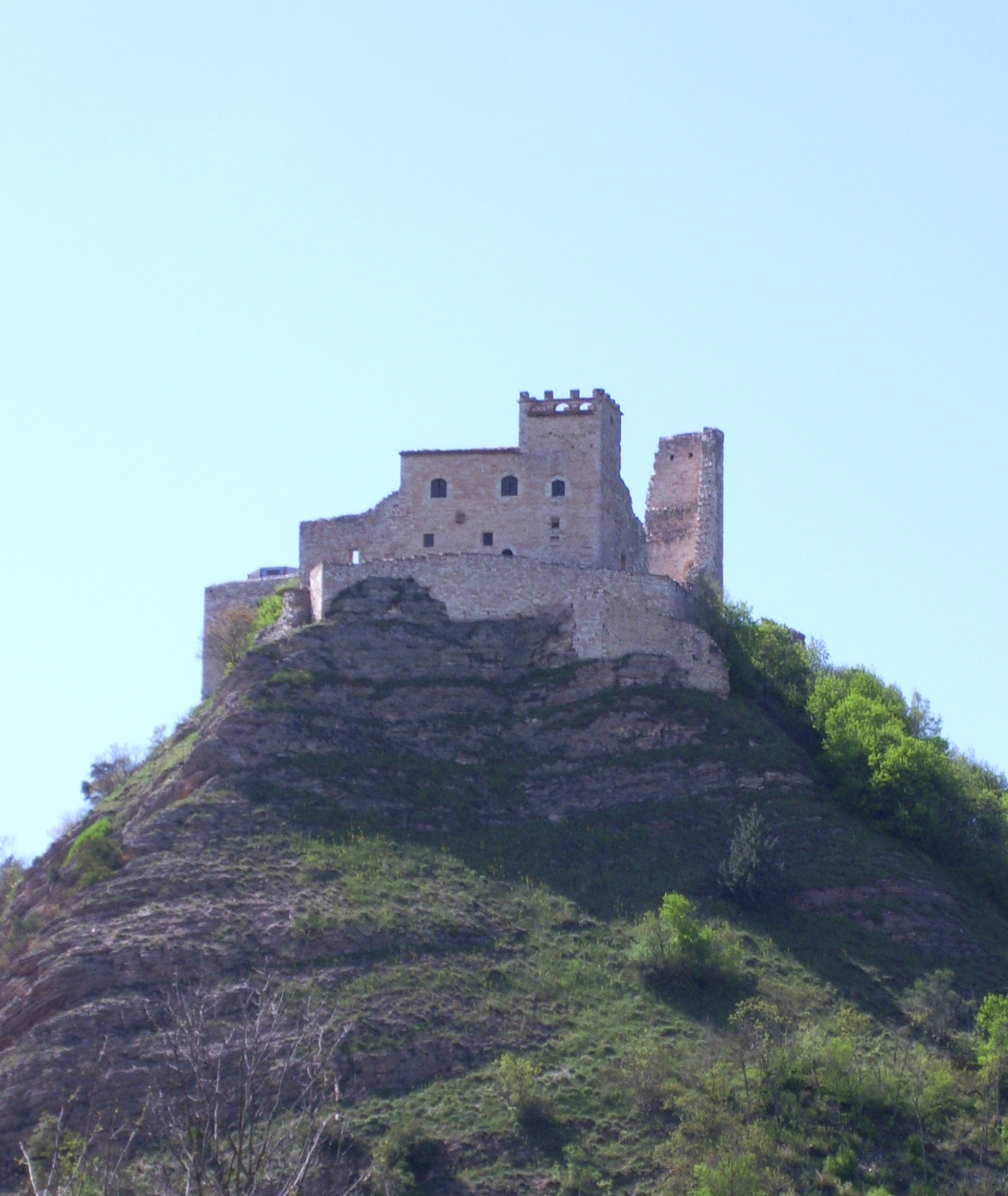
Středověký hrad Rocca Varano

S osudy Camerina jsou v epoše renesance spjati příslušníci rodu da Varano. Giulio Cesare da Varano nechal v polovině 15. století zcela přebudovat strukturu města a v této základní podobě se historické jádro dochovalo až do 21. století. V roce 1460 byl dokončen renesanční vévodský palác (Palazzo Ducale, nyní sídlo rektorátu a právnické fakulty camerinské univerzity). V roce 1502 Cesare Borgia, kníže, kardinál a arcibiskup, nemanželský syn papeže Alexandra VI., zavraždil Giulia Cesara da Varano, převzal moc nad městem a nechal zde vybudovat hrad Rocca dei Borgia. Již v roce 1503 však získali da Varanové město zpátky a od roku 1545 se Camerino vrátilo pod správu římských papežů.
V roce 1861 se Camerino stalo součástí sjednoceného italského státu. Za aktivitu obyvatel v boji proti fašistům a jejích podíl na partyzánském odboji během druhé světové války získalo město stříbrnou medaili (Medaglia d'Argento al Valor Militare). Camerinská univerzita (Università degli Studi di Camerino, UNICAM) se v roce 1958 stala státní univerzitou. Počet studentů ve městě, italských i zahraničních, značně převyšuje počet obyvatel Camerina.

## Zemětřesení
V průběhu staletí bylo město opakovaně postiženo zemětřesením. K velkému zemětřesení, během něhož byla mj. zničena původní románsko - gotická katedrála ve městě, došlo v roce 1799. Při zemětřesení, k němuž opakovaně docházelo v průběhu září 1997, byla poškozena barokní katedrála, kostel Santa Maria in Via a mnoho domů. Odstraňování následků tehdejšího zemětřesení bylo doprovázeno četnými archeologickými nálezy a objevy, dokládajícími dávnou historii města.
Během zemětřesení, které se odehrálo 24. srpna 2016, bylo v Camerinu poškozeno 450 domů, z nichž 75 se stalo neobyvatelnými, asi 300 lidí se ocitlo bez přístřeší. Skutečnost, že vláda opomněla zahrnout Camerino mezi obce, postižené zemětřesením a neposkytla mu pomoc, přiměla starostu města k zaslání protestního dopisu předsedovi italské vlády Matteo Renzimu. Zakrátko bylo Camerino postiženo zemětřesením znovu. Stalo se tak ve večerních hodinách 26. 10. 2016, kdy zemětřesení s epicentrem v oblasti obcí Visso, Ussita, Preci a Castelsantangelo sul Nera poškodilo i Camerino, přičemž byla poničena řada budov v historickém jádru města, včetně zvonice kostela Santa Maria in Via. Na tři tisíce lidí musely opustit své domovy, byla omezena doprava, evakuována některá zařízení a na několik dní byly uzavřeny školy.

## Památky

### Sakrální památky
- Katedrála – stavba z počátku 19. století na místě původní románsko-gotické katedrály.
- Bazilika San Venanzio – chrám v pozdně gotickém slohu, zasvěcený patronovi města, se nachází na úpatí severovýchodního výběžku návrší, na němž bylo vybudováno Camerino. V roce 1950 papež Pius XII. pozvedl tento chrám na baziliku minor.
- Další sakrální památky: kostely San Francesco, San Filippo, Santa Maria in Via, San Carlo, Santa Caterina, Tempio dell'Annunziata, bývalý středověký klášter San Domenico, kláštery dominikánů, benediktýnu a karmelitánů a další objekty a kaple.

### Světské stavby

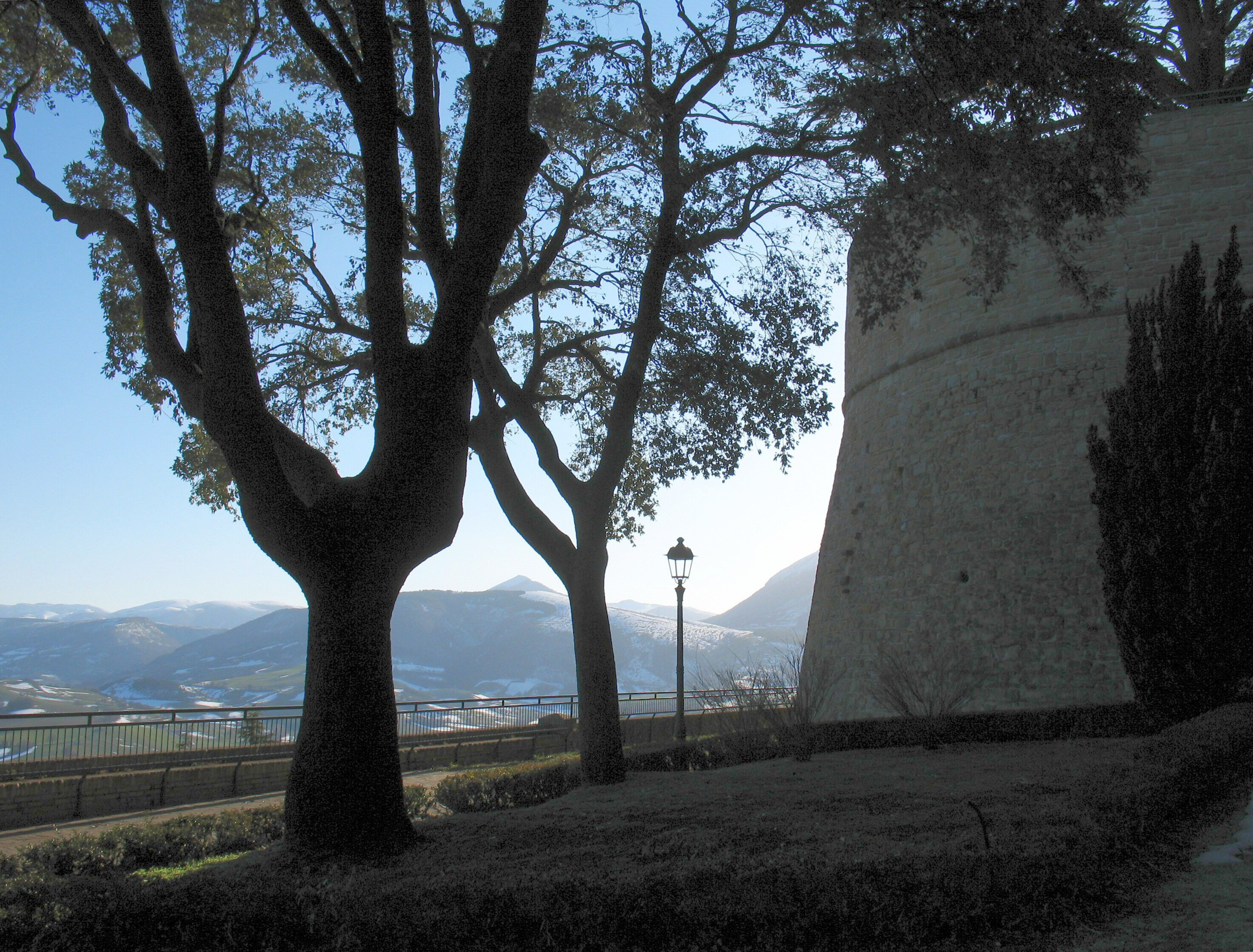
Výhled do kraje z Rocca dei Borgia

- Palazzo Ducale – renesanční palác z 15. století v centru starého města, v němž sídlí právnická fakulta a rektorát Univerzity Camerino.
- Rocca Varano (hrad Varano) – hrad šlechtického rodu Varano z 13. století, ležící asi 5 km vzdušnou čarou z centra města směrem na jihovýchod
- Arcibiskupský palác (Il Palazzo Arcivescovile) – renesanční palác z druhé poloviny 15. století, sídlo Diecézního muzea.
- Palazzo Bongiovanni – radnice, sídlo městské správy
- Palazzo delle Esposte

- Piazza Cavour – hlavní náměstí s katedrálou a arcibiskupským palácem
- Městské brány – Porta Malatestiana, Porta Caterina Cibo a Porta Boncompagni
- La Rocca dei Borgia (hrad Borgiů) – renesanční pevnost z roku 1503, kontrolující přístup do města od jihozápadu
- La Giudecca – stará židovská čtvrť
- Teatro „Filippo Marchetti“ – divadlo z 19. století
- Muzea – Přírodovědecké muzeum, Městské muzeum a galerie, Kapucínské muzeum, Diecézní muzeum, Botanická zahrada

## Narození v Camerinu
- Giovanni Boccati, narozen v Camerinu kolem roku 1420, italský renesanční malíř.
- Camilla Battista da Varano (9. dubna 1458 Camerino – 31. května 1524 Camerino). Dcera někdejšího camerinského vévody Giulia Cesara da Varano, který se zasloužil o renesanční přestavbu města, byla v roce 2010 papežem Benediktem XVI. prohlášena za svatou.

## Galerie

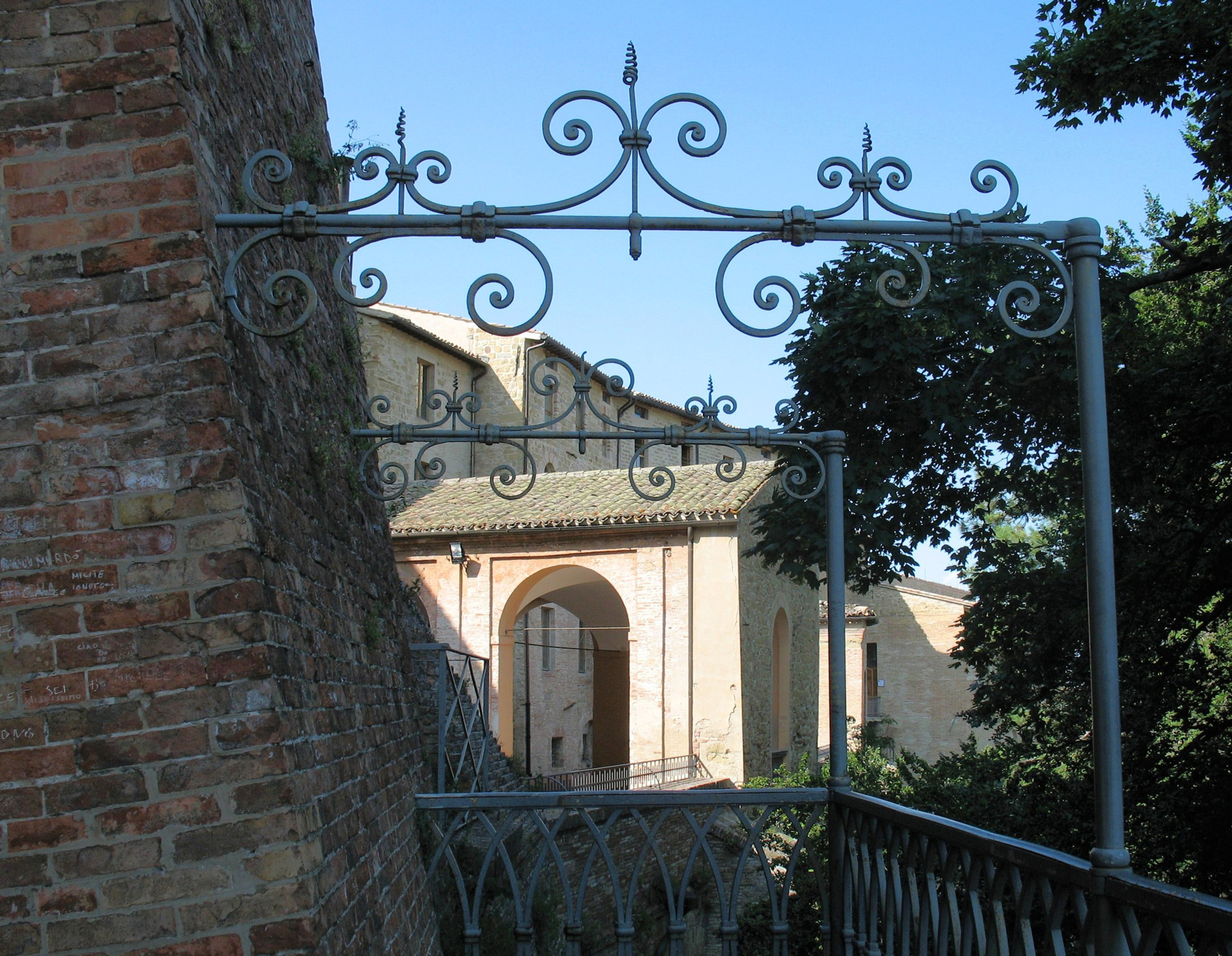
Terasy vévodského paláce, sídla univerzity
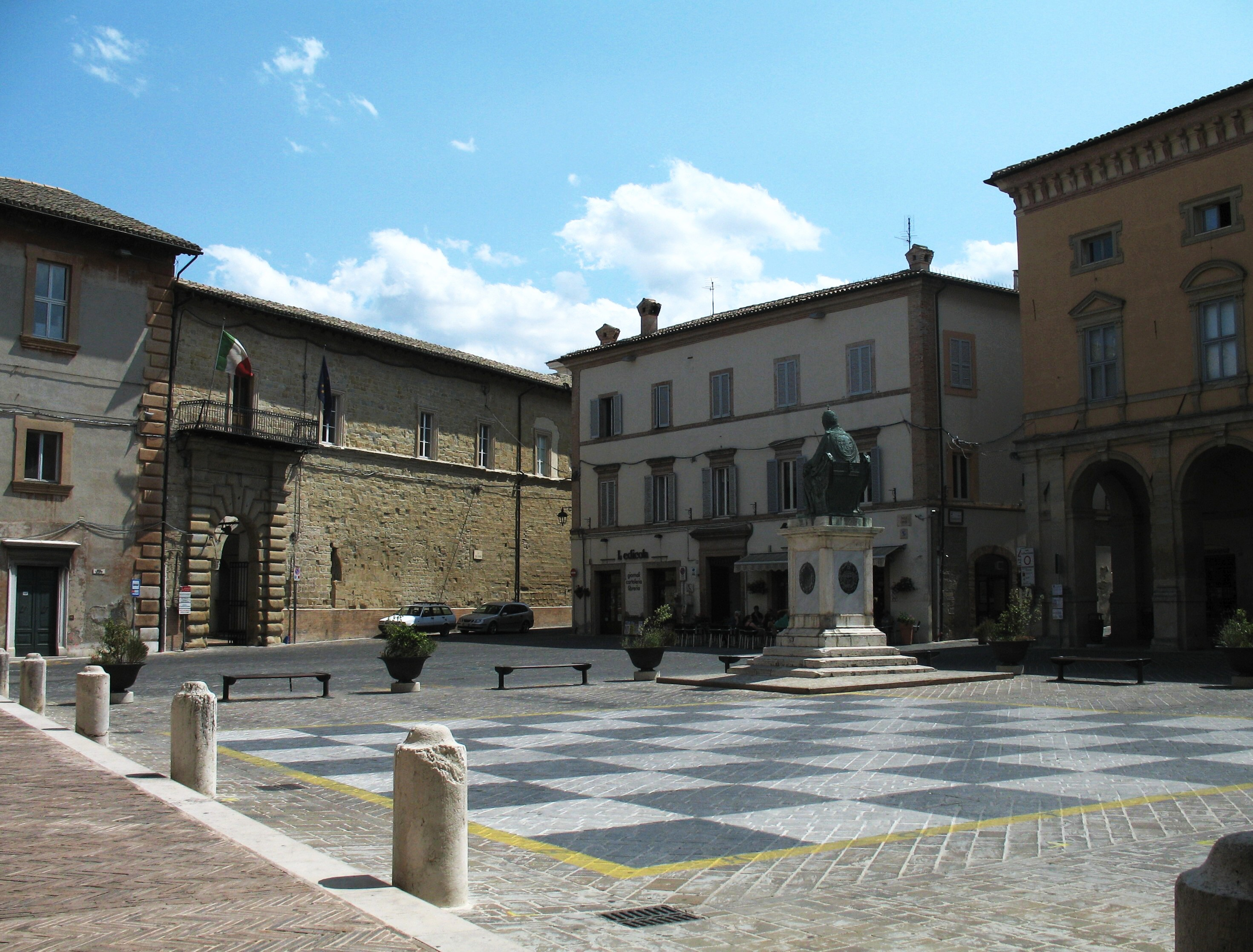
Hlavní camerinské náměstí - Piazza Cavour
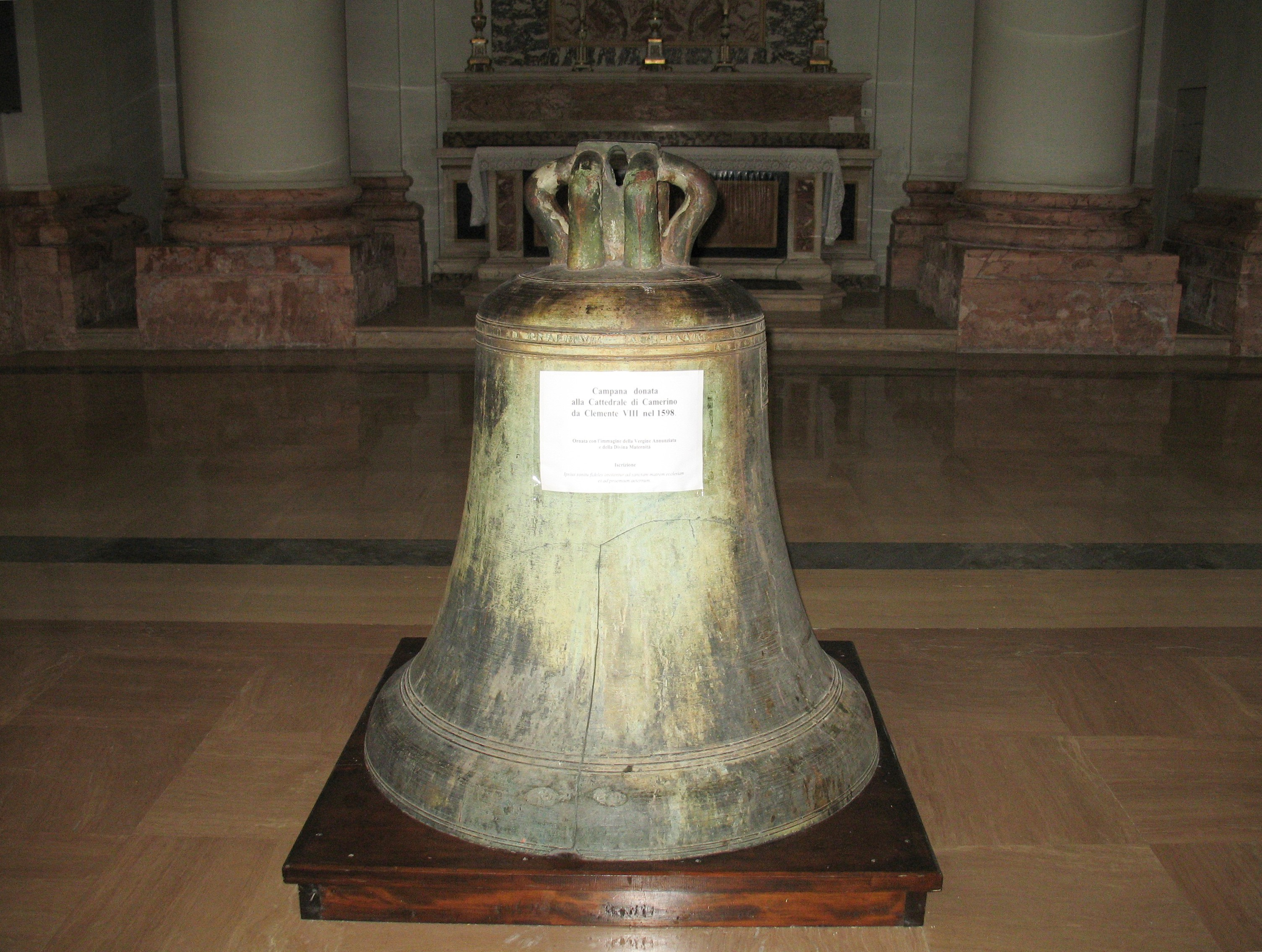
Zvon, věnovaný papežem Klementem VIII.
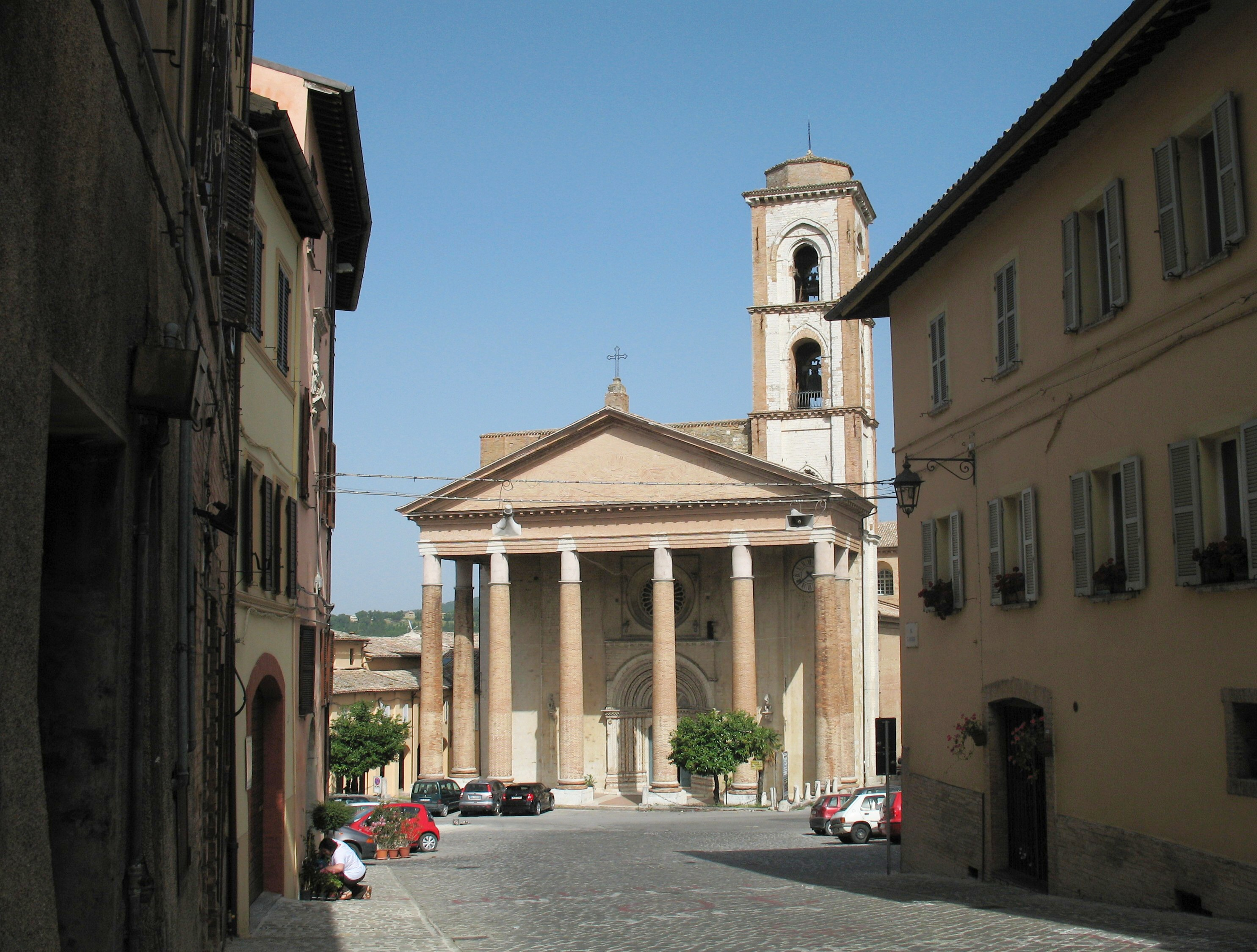
Bazilika San Venanzio
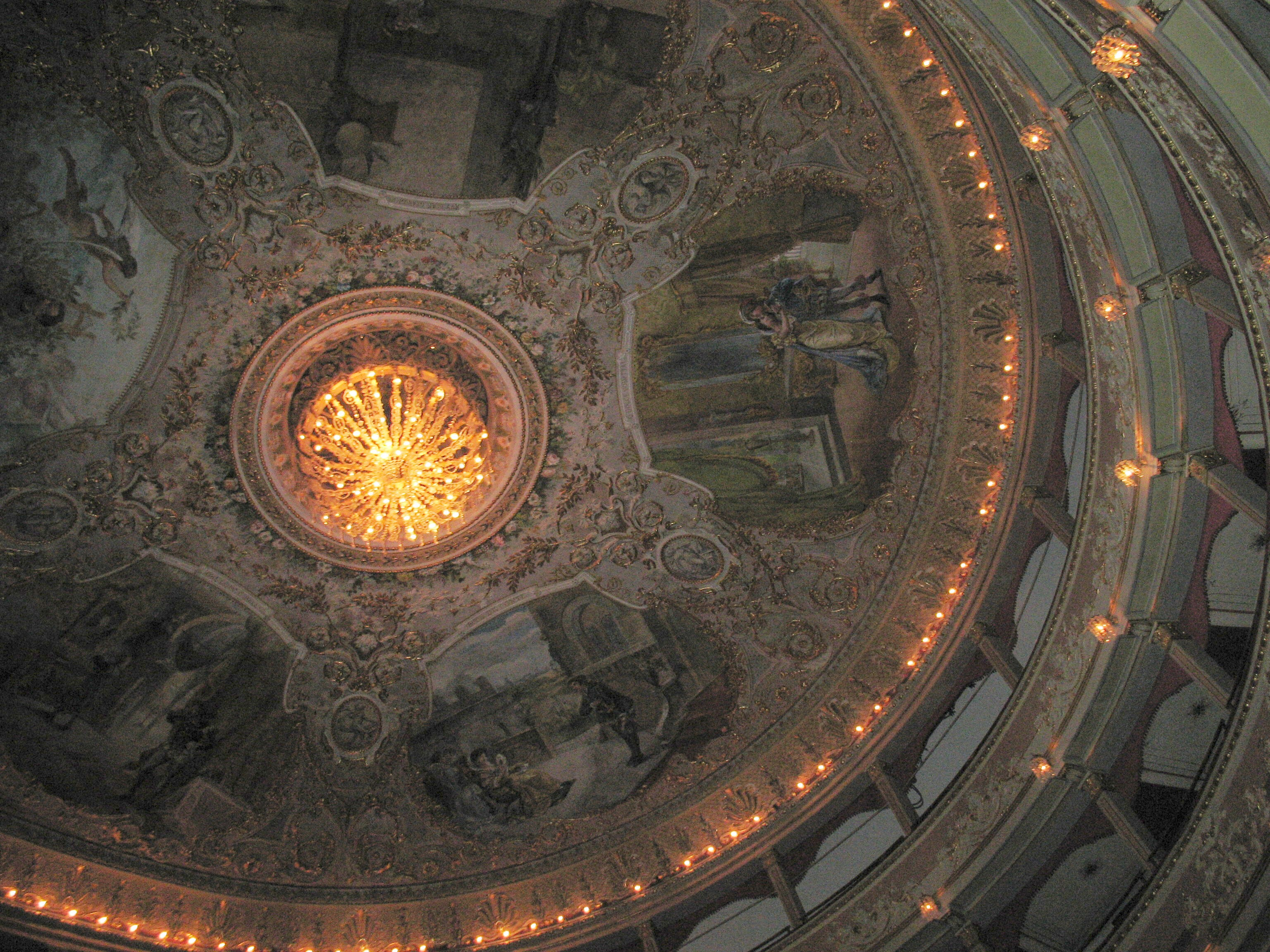
Strop v divadle "Filippo Marchetti"
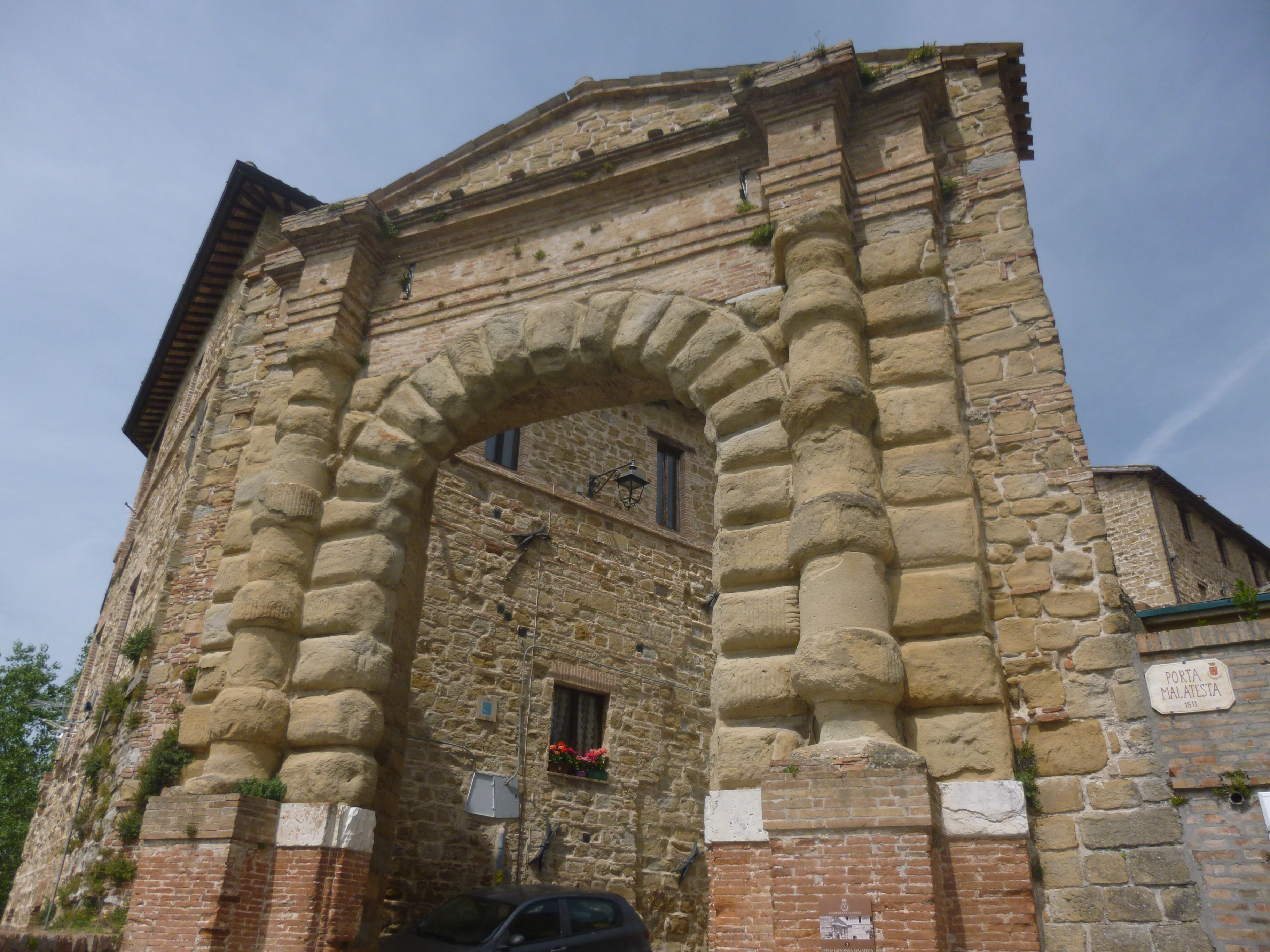
Městská brána Porta Malatesta